# 理查·佛羅里達

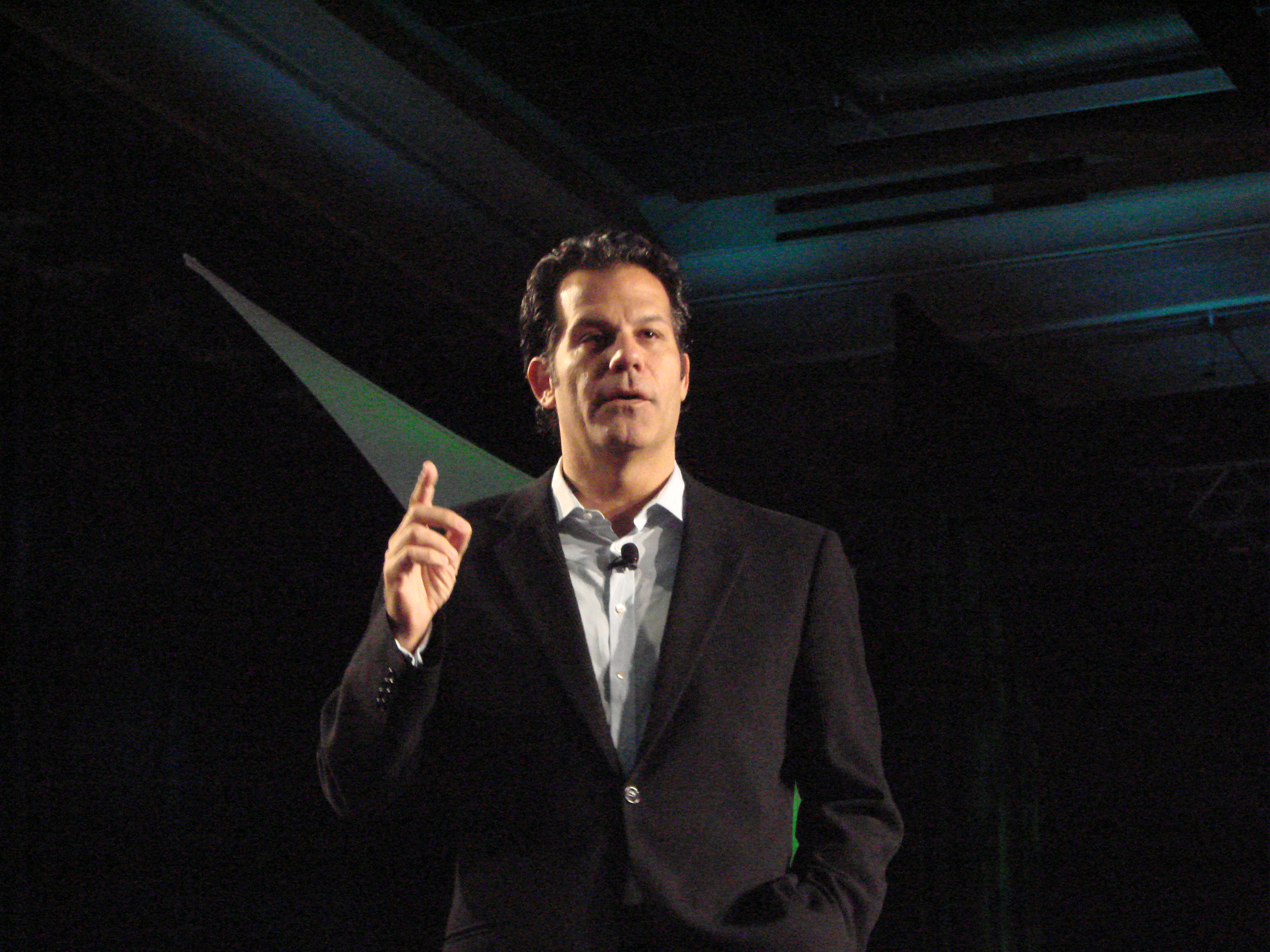
理查‧佛羅里達在2006年工作環境平權高峰會議演講

理查‧佛羅里達（1957年11月26日—）是一位都市規劃理論研究學者，主要研究領域為社會經濟理論。目前任教於加拿大多倫多大學約瑟夫羅特曼管理學院（Joseph L. Rotman School of Management），擔任企業和創意教授，暨馬丁繁榮研究所（Martin Prosperity Institute）主任。

## 個人生活
理查‧佛羅里達出生在美國紐澤西州紐瓦克，且經常往來加拿大多倫多與美國邁阿密，這對於發展他的都市理論與社會觀察極有助益。其妻為美國著名企業家與作家Rana Florida。

## 研究與理論
他的研究中最被廣為周知的理論乃是他對於創意階級的定義，以及創意階級對都市更新再生的影響。對此他撰寫數本有關《創意階級》的論叢，自2002年陸續發表，均有中文譯本。也帶動世界各城市(包含亞洲各城市)規劃界重視創意階級對程式帶來的影響。也鼓舞了創意園區的生成。
佛羅里達認為，都市核心區如果能容納一群"波希米亞人"(例如高科技軟體業者、藝術家、音樂家、同性戀等)，那麼顯示該程式的經濟發展已經呈現一種更高度的水平。因此佛羅里達統稱這樣富含創意的群體為"創意階層"。他斷言，一個對重視培育創意階級且包容開放的城市環境，可以更加吸引更多有創意的人、企業與資本。他認為，要吸引並留住高等人才的重點，如體育場館，標誌性建築和購物中心，將是長期繁榮美好的主要用途資源城市的再生。所以他設計出一系列評斷都市潛力的指標，包含"波西米亞指數"、"同性戀指數"、"A 多樣性指數"等排名系統.

## 批評與爭議
佛羅里達的理論受到政界人士、學者與媒體的批評。主要被批評為過分菁英主義，且其對於數據資料的分析方法也受質疑。芝加哥大學Terry Nichols Clark (University of Chicago) 利用佛羅里達的數據假設分析質疑城市中存在同性戀者與存在高科技知識產業之間的相關性。哈佛大學教授則利用統計回歸分析佛羅里達的數據資料，顯示教育水平的提升與提升都市經濟相關性更高，而非攸關同性戀與波西米亞人的多寡。 
其他批評者則指出，佛羅里達的理論可能更適用於政治層面的活躍程度而非經濟層面。 佛羅里達已經直接回應了這些反對聲浪。
佛羅里達的著作《創意新貴》發表於2002年網路泡沫化時代之前。他隨即發表了《創意新貴II：經濟成長的三Ｔ模式》一書，提供更多數據來支持他的發現。
隨著Google的崛起、Web 2.0的專家與商界人士的對話，更多的創意、技術、人才的需求。佛羅里達指稱說，他所研究的情況在現實中是顯而易見的。  一位作者則刻劃了他作為一位激進的折衷派( radical centrist )政治思想的影響。
有些學者對於佛羅里達的理論在全美各地都市規劃的影響表示關切。一本在2010年出版的書《Weird City,(意為「奇怪的城市」)》驗證佛羅里達在德州奧斯丁的規劃政策績效。 本書對於佛羅里達創意階級理論輕判，但在最後一章,「後記」作者批評了佛羅里達刻意粉飾創意城市發展相關的負相關性。

## 著作
The Rise of the Creative Class 發表於2002年。
- 繁體中文版書名為《創意新貴》 (寶鼎出版，2003年，鄒應瑗翻譯)
- 簡體中文版書名為《創意階層的崛起》(中信出版，2010年，司徒愛勤翻譯，ISBN：9787508622729)

Cities and the Creative Class,and The Flight of the Creative Class. 發表於2005年。
- 繁體中文書名為《創意新貴II：經濟成長的三Ｔ模式》(寶鼎出版，2010年，傅振焜翻譯，ISBN：9789862480526)

Who's Your City? 發表於2008年。
- 繁體中文版書名為《尋找你的幸福城市：你住的地方決定你的前途》(天下雜誌出版，2009年，蔡卓芬、馮克芸翻譯，ISBN：9789866582738)
- 簡體中文版書名為《你屬哪座城？》(北京大學出版，侯鯤翻譯，ISBN：9787301154144)

The Great ResetHow New Ways of Living and Working Drive Post-Crash Prosperity, 發表於2010年。
- 簡體中文版書名為《重啟：後危機時代如何再現繁榮》(浙江人民出版社，2014年)